# Leonardo Galli
Leonardo Galli y Camps (Tarragona, 1751-Madrid, 1830) fue un cirujano español.

## Biografía
Nacido en Tarragona en 1751, fue catedrático del Colegio de Cirugía de Cádiz, cirujano de cámara del rey, individuo de la Real Academia de Ciencias y Artes de Barcelona, de la Academia Médica Matritense, de la Real Sociedad Bascongada de Amigos del País y facultativo de la primera compañía de guardias de corps. Murió en Madrid en 1830.
Galli publicó en 1786 una disertación acerca de una niña nacida en Caldas de Montbui a la que le faltaba el cerebro, cerebelo y médula oblongada y llegó a vivir ocho horas. En esta obra reflexiona sobre los principios de la animalidad y la importancia del cerebro en el funcionamiento vital. También compuso una monografía llamada Nuevas indagaciones sobre las fracturas de la rótula y de las enfermedades que con ella tienen relación, especialmente la transversal (Madrid, 1795), ya que tanto su hermana como la infanta María Josefa Carmela de Borbón sufrieron esta lesión. Se tradujo al italiano tres años más tarde. También tradujo del francés en 1801 una instrucción sobre los medios para conservar la salubridad y de purificar el aire en los hospitales militares.
Se mostró a favor de la unificación de las carreras de medicina y cirugía; llegó a escribir el reglamento para esta fusión junto con Francisco Martínez Sobral, Pedro Custodio Gutiérrez y Antonio Gimbernat, que fue la base para el plan de 1827. Ante el informe emitido en 1799 por el claustro de la Universidad de Valencia al Consejo de Castilla, contrario a esta idea, Galli respondió con su ensayo Justa vindicación de los autores del reglamento (1822), dirigido contra Antonio Hernández Morejón.